# Owca somalijska

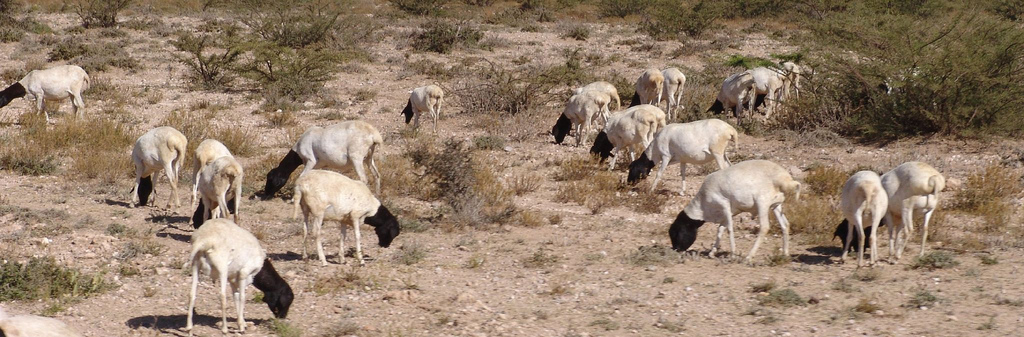
Stado owiec somalijskich

Owca somalijska – rasa owiec szerstnych wyhodowana w Somalii, na świecie znana pod nazwą Blackheaded Somali, Ogaden lub Berbera Blackhead. Charakteryzuje się brakiem rogów oraz białym umaszczeniem ciała i czarną głową. Jest użytkowana dla mięsa. Samice osiągają wysokość 62 cm przy średniej masie ciała ok. 30 kg. 
W wyniku krzyżowania tej rasy powstało wiele innych ras hodowlanych, m.in. dorper oraz bardzo podobna do owcy somalijskiej – i przez to często z nią mylona – czarnogłówka perska (owca perska czarnogłowa).